# Semipelagianismo
El semipelagianismo es un nombre inapropiado  para una escuela cristiana teológica y soteriológica de pensamiento sobre la salvación. El pensamiento semipelagiano contrasta con la enseñanza pelagiana anterior sobre la salvación, el Pelagianismo (en la que se considera que las personas alcanzan su propia salvación por sus propios medios), que había sido descartada como herejía. El semipelagianismo en su forma original se desarrolló como un compromiso entre el pelagianismo y la enseñanza de san Agustín, que enseñó que las personas no pueden venir a Dios sin la gracia de Dios. En el pensamiento semipelagiano, por lo tanto, se hace una distinción entre el comienzo de la fe y el aumento de la fe. El pensamiento semipelagiano enseña que la segunda mitad, que crece en la fe, es obra de Dios, mientras que el comienzo de la fe es un acto de libre albedrío, con la gracia que se superpone más tarde. Fue etiquetada como herejía por la Iglesia Occidental en el Segundo Concilio de Orange en 529.
El catolicismo enseña que el comienzo de la fe implica un acto de libre albedrío, pero que la iniciativa proviene de Dios aunque requiera una colaboración libre por parte del hombre: "El mérito del hombre ante Dios en la vida cristiana proviene de que Dios ha dispuesto libremente asociar al hombre a la obra de su gracia. La acción paternal de Dios es lo primero, en cuanto que Él impulsa, y el libre obrar del hombre es lo segundo, en cuanto que este colabora". "Puesto que la iniciativa en el orden de la gracia pertenece a Dios, nadie puede merecer la gracia primera, en el inicio de la conversión, del perdón y de la justificación. Bajo la moción del Espíritu Santo y de la caridad, podemos después merecer en favor nuestro y de los demás gracias útiles para nuestra santificación, para el crecimiento de la gracia y de la caridad, y para la obtención de la vida eterna."

## Teología semipelagiana y pelagiana
El pelagianismo es la enseñanza de que las personas tienen la capacidad de buscar a Dios por sí mismas, aparte de cualquier movimiento de Dios o del Espíritu Santo, y por lo tanto, la salvación se efectúa por sus propios esfuerzos. La doctrina toma su nombre de Pelagio, un monje acusado de desarrollar la doctrina; se le opuso especialmente Agustín de Hipona y fue declarado herejía por el papa Zosimo en el año 418. Rechazando la existencia del pecado original, el pelagianismo enseña que el hombre es en sí mismo y por naturaleza capaz de elegir el bien.
En el pensamiento semipelagiano, tanto Dios como la persona humana siempre participan en el proceso de salvación. Los humanos toman decisiones de libre albedrío, que son ayudados por Dios a través de la creación, la gracia natural, la gracia "sobrenatural", las restricciones de Dios sobre la invasión demoníaca; Dios continuamente lleva a la persona humana a elecciones reales, que Dios también ayuda, en el proceso de crecimiento espiritual para llegar a ser salvo. Todo el proceso es gracia; los momentos específicos de decisión siempre está en el contexto de la gracia general de Dios. El semipelagianismo es similar al sinergismo, que es la doctrina patrística tradicional.

## Era patrística
El término "semipelagianismo" era desconocido en la antigüedad, apareciendo por primera vez solo en el último cuarto del siglo XVI. Fue utilizado en relación con la doctrina de la gracia de Molina. Los opositores de este teólogo creían que veían un gran parecido con los puntos de vista propuestos por los monjes del sur de la Galia en Marsella y sus alrededores después del año 428. Después de esta confusión entre las ideas de Molina y las de los monjes de Marsella se había expuesto como un error, el término recién acuñado "semipelagianismo" se conservó en los círculos eruditos como una designación adecuada para las opiniones de esos monjes, que se decía que apuntaba a un compromiso entre el pelagianismo y el agustinismo, y fue condenado como herejía en el Concilio de Orange (529) después de disputas que se extendieron por más de cien años. Sin embargo, los monjes, en consonancia con los padres del desierto, consideraban que su enseñanza era la enseñanza antigua de la Iglesia.

## Desarrollo del término y uso posterior

### Uso temprano del término
El primer uso del término "semipelagiano" fue por Teodoro Beza. El epítome de la fórmula luterana de la Concordia (1577) rechaza "el falso dogma de los semipelagianos, que enseñan que el hombre por sus propios poderes puede comenzar su conversión, que no puede alcanzarla completamente sin la gracia del Espíritu Santo".
Entre 1590 y 1600, el término "semipelagianismo" se aplicó a la doctrina de la gracia de Luis de Molina, que en ese momento fue acusada de similitud con la enseñanza de los semipelagianos.

### Iglesia ortodoxa
La Iglesia ortodoxa generalmente enfatiza la doctrina sinérgica de la teosis en su concepción de la salvación como un proceso de transformación personal a la semejanza de Dios en Cristo a través del Espíritu. La teosis vincula estrechamente las ideas de justificación y santificación; la salvación se adquiere a través de la divinización del hombre. Esta doctrina a veces es catalogada como semipelagiana por los teólogos de las tradiciones protestantes clásicas porque sugiere que el hombre contribuye a su propia salvación. La acusación es rechazada por el cristianismo ortodoxo, que, a diferencia de las tradiciones occidentales establecidas, en su mayor parte no fue influenciada por la teología agustiniana y sostiene que "para que los regenerados hagan el bien espiritual es necesario que sea guiado y prevenido [precedido] por la gracia ... En consecuencia, no pueden hacer por sí mismos ningún trabajo digno de una vida cristiana".
Juan Casiano, conocido particularmente por sus enseñanzas sobre la teosis, es considerado un santo en las Iglesias orientales, así como en el catolicismo. Generalmente se considera que fue uno de los primeros defensores del semi-pelagianismo. Pero algunos estudiosos recientes niegan que sus puntos de vista fueran de hecho semipelagianos. Lauren Pristas escribe: "Para Casiano, la salvación es, de principio a fin, el efecto de la gracia de Dios. Es completamente divina". Agustín Casiday afirma que Casiano "afirma sin rodeos que la gracia de Dios, no el libre albedrío humano, es responsable para 'todo lo que pertenece a la salvación' - incluso la fe ".
Otros sostienen que "la visión de Casiano como el cabecilla del 'semi-pelagianismo' se basa en una cronología conjetural".. La Iglesia católica incluye a Juan Casiano en su lista oficial de santos reconocidos, con una fiesta el 23 de julio, y lo cita en el Catecismo de la Iglesia Católica.  Este no respaldaba a Agustín por completo y, aunque más tarde los teólogos católicos aceptaron la autoridad de Agustín, interpretaron sus puntos de vista a la luz de escritores como Casiano.  Mientras la iglesia occidental y las orientales en comunión con el Papa de Roma consideran a Juan Casiano y Agustín de Hipona como santos, las Iglesias ortodoxas tienen a Casiano por santo, pero no a Agustín, a quien no obstante consideran padre de la iglesia.

### Calvinismo y Arminianismo
En tiempos más recientes, la palabra se ha utilizado en el campo protestante reformado para designar a cualquiera que se desvíe de lo que ellos ven como las doctrinas agustinianas de soberanía, pecado original y gracia: especialmente los protestantes arminianos. Aunque las teologías calvinistas y luteranas de la salvación difieren significativamente en temas como la naturaleza de la predestinación y el papel salvífico de los sacramentos, ambas ramas del protestantismo histórico afirman que la teología de Agustín es una influencia principal.
Muchos arminianos no han estado de acuerdo con esta generalización, creyendo que es difamatorio para Jacobo Arminio (de cuyo nombre deriva el arminianismo) y para los protestantes que mantuvieron sus puntos de vista "arminianos" después de su muerte. John Wesley (un defensor anglicano del arminianismo y fundador del metodismo wesleyano) y otros arminianos clásicos y wesleyanos prominentes mantienen una doctrina única del pecado que llamó "corrupción total" y "privación total" de la raza humana, que no es idéntica a pero a menudo confundido erróneamente con la doctrina calvinista del pecado original y la depravación total. Según John Wesley, aunque el hombre por naturaleza es "totalmente corrupto", ningún hombre nace en ese estado. En contra de la depravación total del calvinista que enseña que los humanos nacen espiritualmente muertos, Wesley enseñó que todos los humanos nacen en un estado de gracia preveniente y son capaces de responder y buscar a Dios. [32] Del mismo modo, el Concilio de Orange (529), la Iglesia católica ha condenado el semipelagianismo y no ha aceptado la interpretación calvinista de Agustín. Del mismo modo, desde el Concilio de Orange (529), la Iglesia católica ha condenado el semipelagianismo y no ha aceptado la interpretación calvinista de Agustín.

### El jansenismo y los jesuitas
En el siglo XVIII, los jesuitas acusaron a los jansenistas de afirmar las doctrinas agustinianas radicales del calvinismo; los jansenistas, a su vez, acusaron a los jesuitas de semipelagianismo. La bula papal de 1713 del papa Clemente XI, Unigenitus, al declarar herejía al jansenismo, confirmó las objeciones de los jesuitas.